# Wienerwaldmuseum Eichgraben

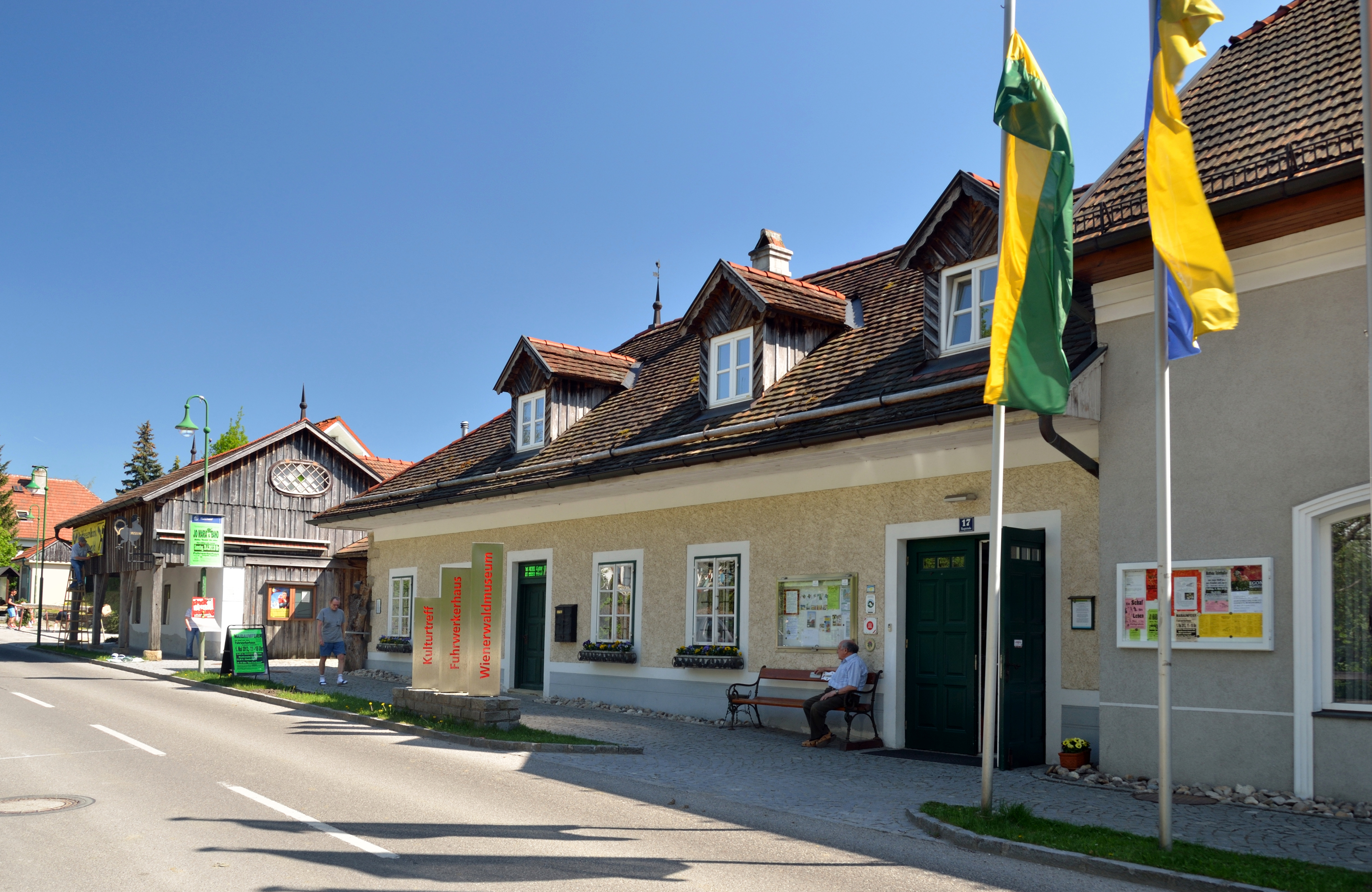
Wienerwaldmuseum Eichgraben (2012)

Das Wienerwaldmuseum Eichgraben ist ein Heimatmuseum in Eichgraben, Niederösterreich.

## Geschichte
Pfarrer Gerhard Anderle begann Mitte der 1980er-Jahre mit der Sammlung von Exponaten und verwahrte diese im Pfarrhaus und im Turm der Pfarrkirche Eichgraben. Bald fanden sich Mitstreiter und auch Räumlichkeiten, womit der Idee eines Museumsbetriebes noch in den späten 1980er-Jahren der Weg geebnet wurde. Bei der offizielle Eröffnung am 1. Mai 1991 konnten über 700 Objekte präsentiert werden, die fortan jeden Sonntagvormittag besichtigt werden konnten.
1999 zog das Museum in das Fuhrwerkerhaus um, womit die angewachsene Sammlung nun in 6 Räumen präsentiert werden konnte. zusätzlich wurden im angrenzenden Stadel verschiedene Handwerke gezeigt und auf dem Freigelände befinden sich ein nachgebautes römerzeitliches Hügelgrab, ein Kohlenmeiler und ein Zeugschuppen mit Werkzeugen und Geräten.
Jährlich finden zwei Sonderausstellungen statt die von weiteren kulturelle Veranstaltungen begleitet werden. Seit Beginn besteht ein enger Kontakt mit einer offiziellen Partnerschaft zum Kulturverein Eichgraben in Zittau im deutschen Bundesland Sachsen.